# Araneus sublutius
Araneus sublutius är en spindelart som först beskrevs av Arthur Urquhart 1892.  Araneus sublutius ingår i släktet Araneus och familjen hjulspindlar. Inga underarter finns listade i Catalogue of Life.